# Washingtonská univerzita

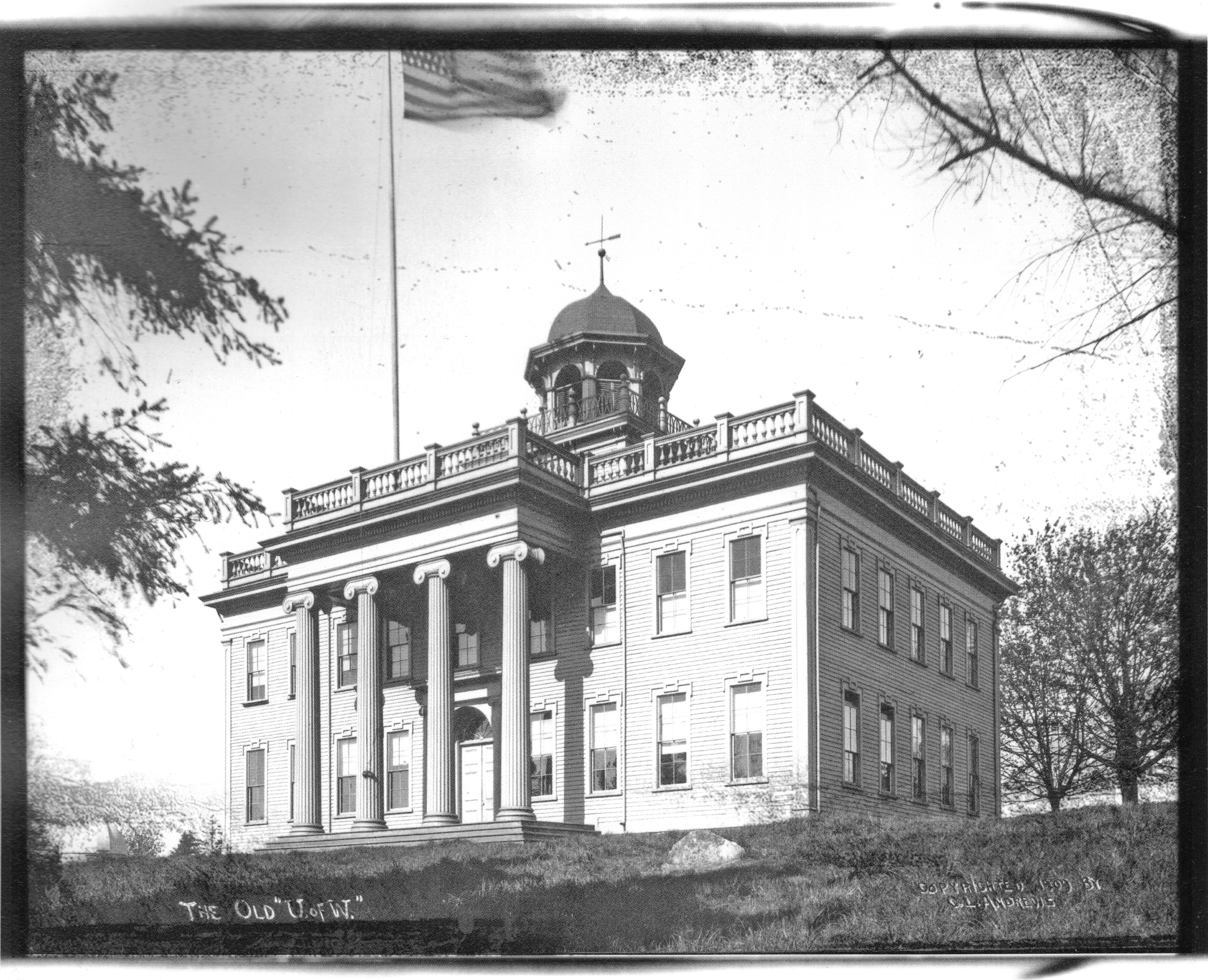
Původní budova univerzity.

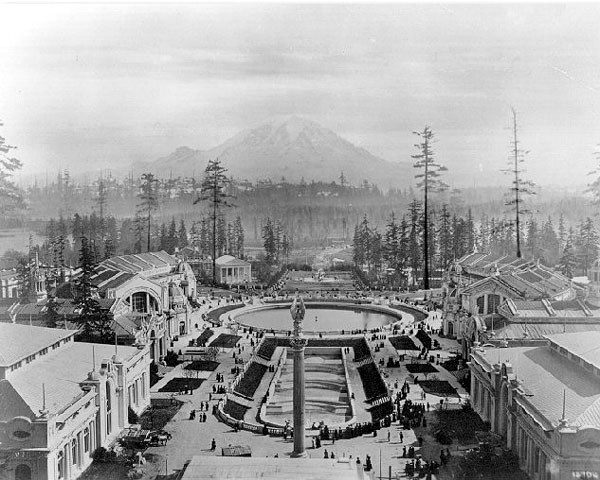
Světová výstava Alaska-Yukon-Pacific Exposition na kampusu univerzity v roce 1909, v pozadí Mount Rainier.

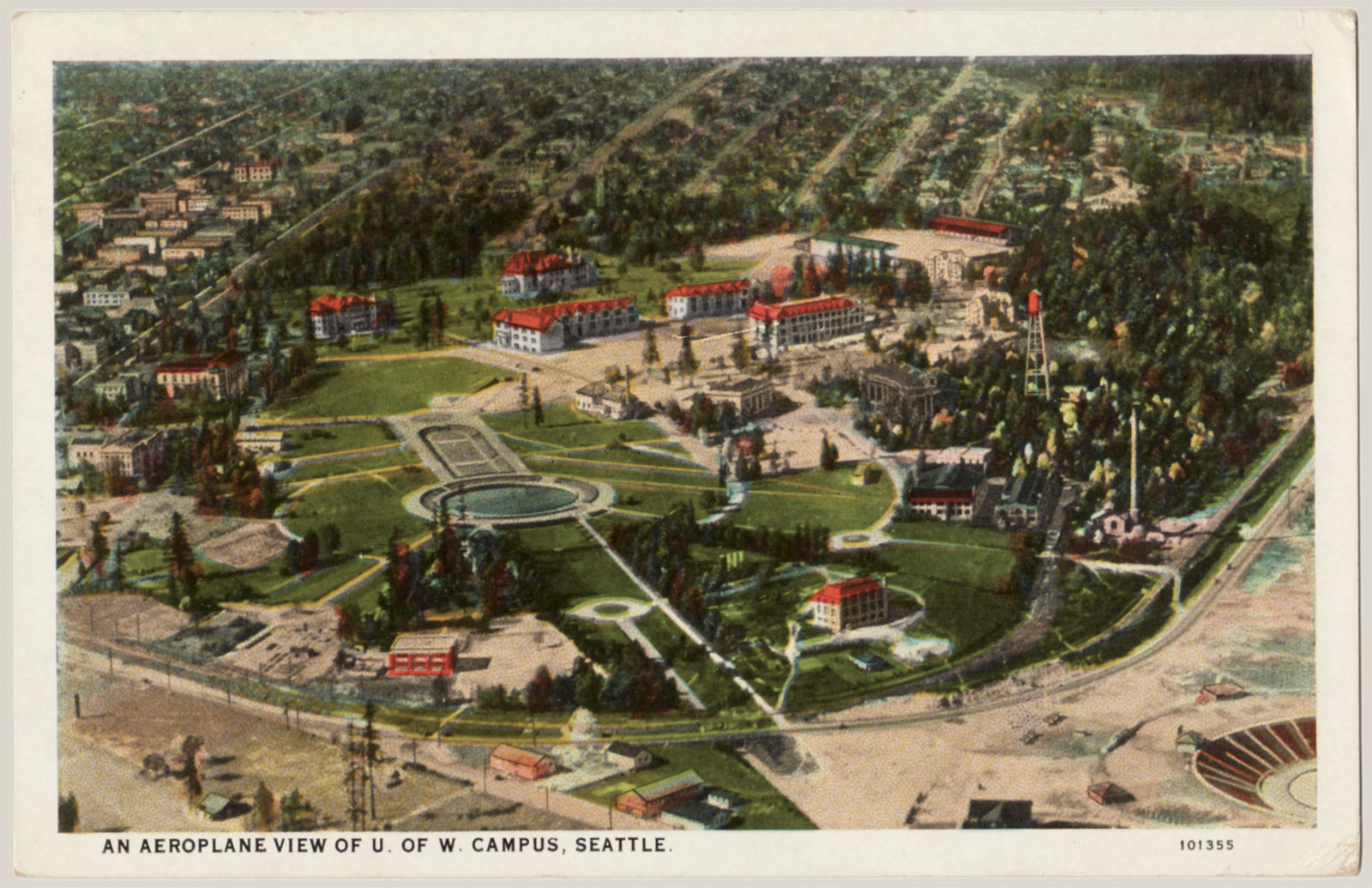
Letecký pohled na kampus okolo roku 1922.

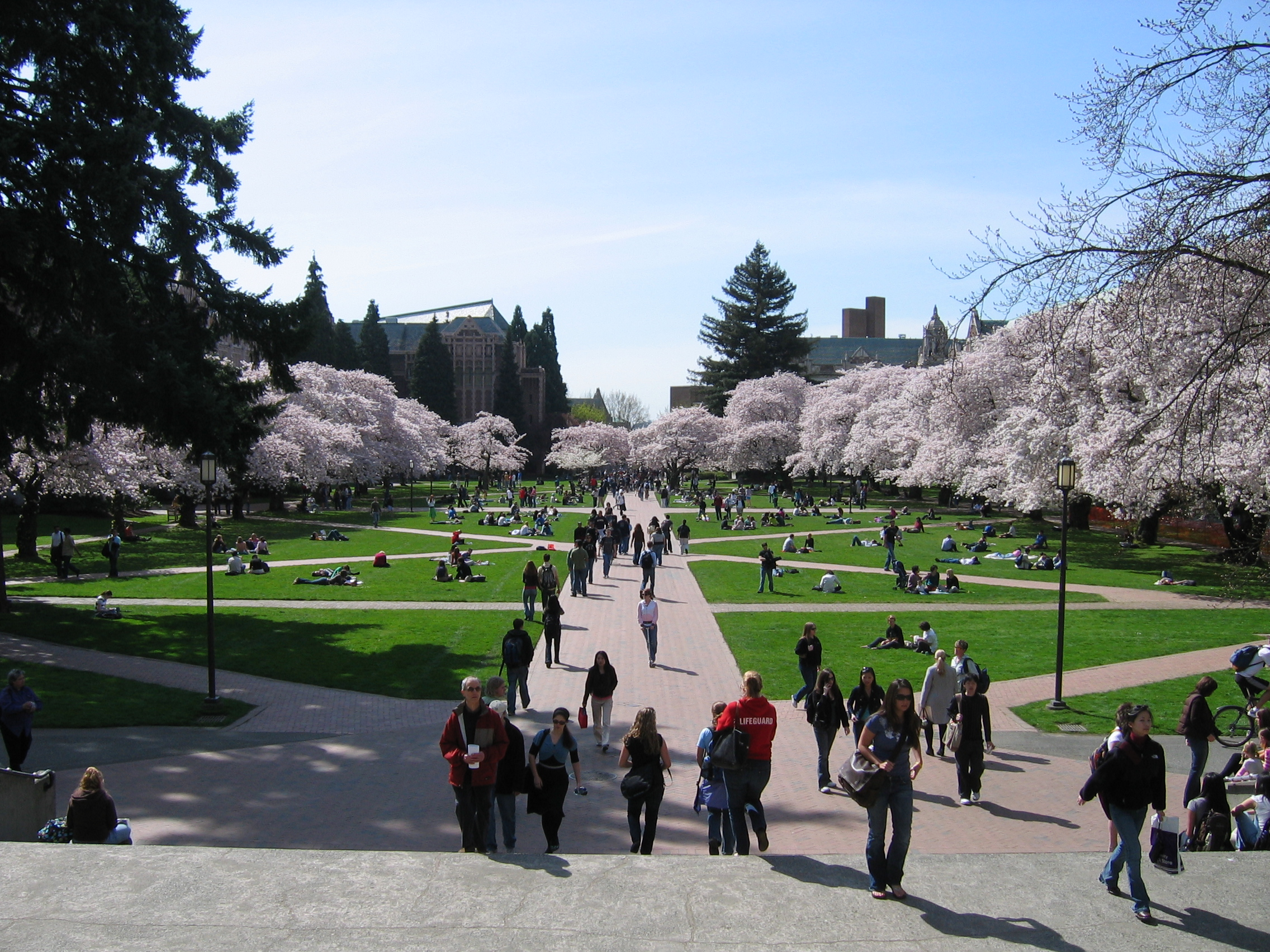
The Quad, de facto hlavní náměstí kampusu.

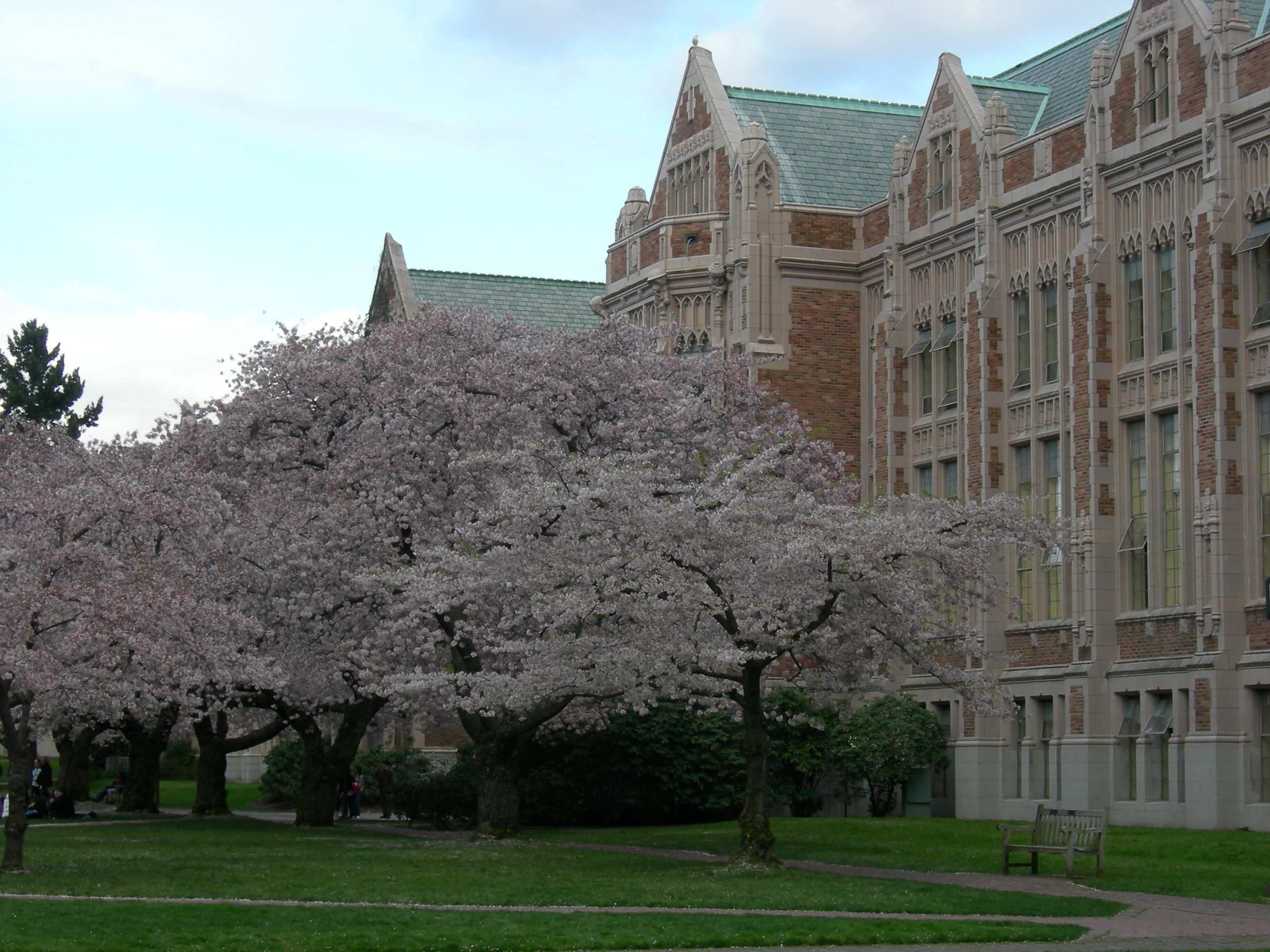
Třešně na univerzitním kampusu.

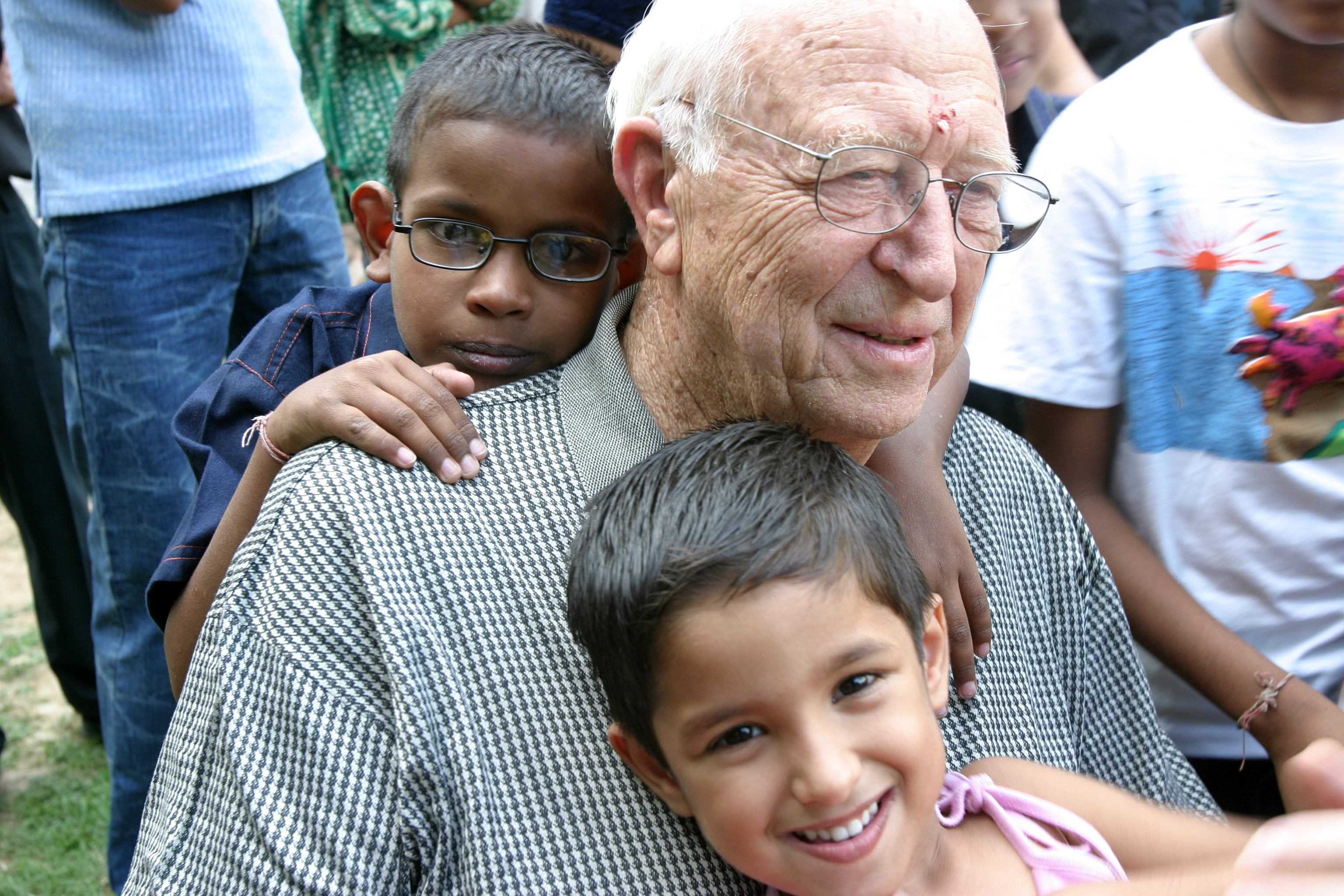
Jeden z členů nynější univerzitní dozorčí rady a otec Billa Gatese, William H. Gates, Sr.

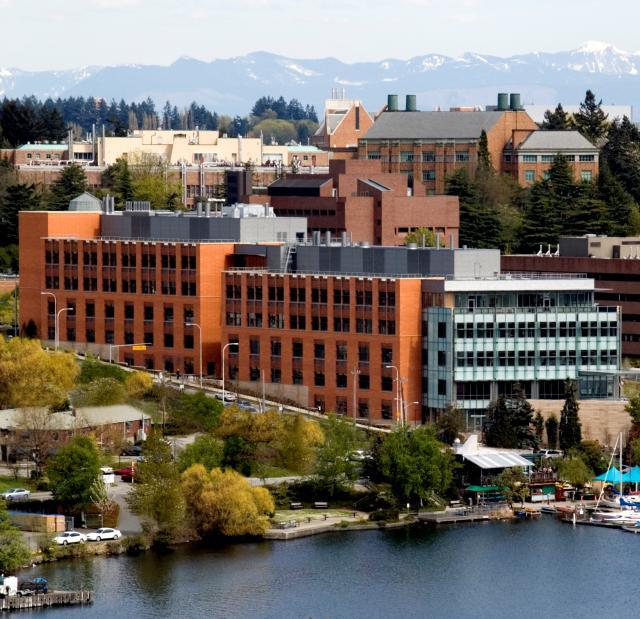
Budova Williama Foega.

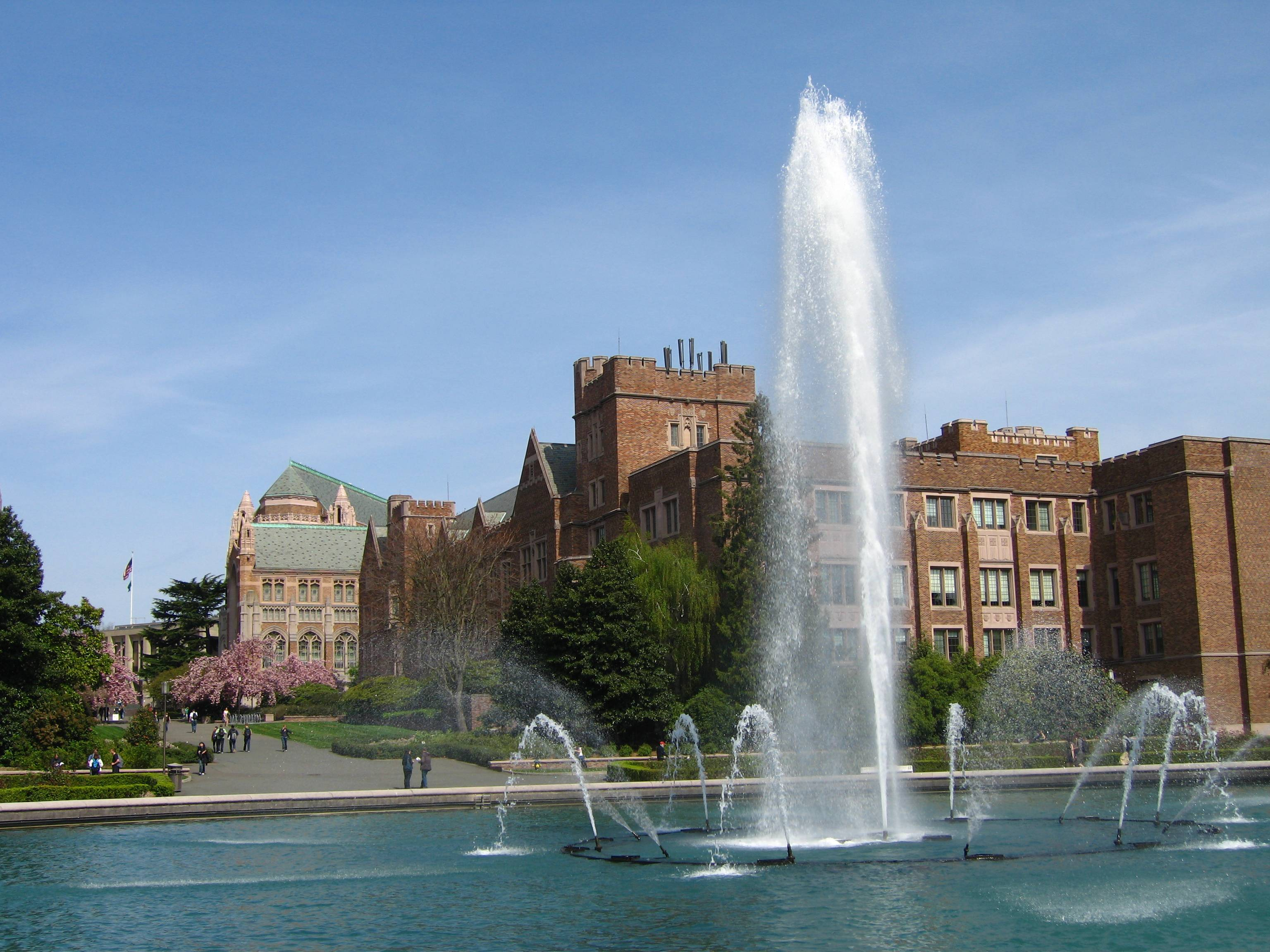
Kašna s vodotryskem před Halou Mary Gates.

Washingtonská univerzita, anglicky University of Washington, obvykle zkracováno na UW, Washington nebo neformálně UDub, je veřejná výzkumná univerzita v Seattlu, v americkém státě Washington. Byla založena roku 1861, a tak patří k nejstarším univerzitám na západním pobřeží Spojených států. Také je jednou z prvotřídních výzkumných univerzit celého světa. Z 500 nejlepších světových univerzit se na žebříčku Performance Ranking of Scientific Papers zařadila na 4. místo, v Šanghajském žebříčku se umístila na 16. pozici a v žebříčku tisku Times Higher Education obsadila 25. příčku.
Univerzita má tři kampusy, z nichž ten největší je známý jako University District a zabírá plochu celé stejnojmenné čtvrtě Seattlu. Další dva kampusy se nachází v metropolitní oblasti Seattle, ve městech Tacoma a Bothell. Provozní náklady univerzity dosáhly roku 2012 více než 5,6 miliardy dolarů, zatímco rozpočet pro výzkumy přesáhl 1,5 miliardy dolarů. Pod univerzitu patří 500 budov, včetně University of Washington Plaza, kde se nachází univerzitní mrakodrap UW Tower a konferenční centrum.
Washingtonská univerzita je vzdělávací institucí patřící do kategorie Public Ivy, tedy mezi nejprestižnější veřejné vysoké školy Spojených států. Také je jednou ze 61 volených členů Asociace amerických univerzit. Škola se konzistentně umisťuje okolo 16. místa na žebříčcích světových vysokých škol a její rozpočet patří k nejvyšším v USA. Ve sportech soutěží v elitní divizi NCAA, konkrétně v konferenci Pacific-12.

## Historie
Město Seattle bylo jedním z osídlení, která se v druhé polovině 19. století pokoušela převzít převahu v nově vytvořeném teritoriu Washington. V roce 1854 navrhl teritoriální guvernér Isaac Stevens založení univerzity ve Washingtonu. Několik důležitých osadníků v oblasti dnešního Seattlu, které vedl metodistický kněz Daniel Bagley, spatřilo postavení univerzity v Seattlu jako vhodnou pomůcku k získání větší prestiže. Nakonec se jim podařilo přesvědčit jednoho ze zakladatelů Seattlu a tehdejšího člena teritoriální legislativy Arthura Dennyho o tom, jak je univerzita pro Seattle důležitá. Legislativa nakonec založila dvě univerzity, z nichž jedna byla právě v Seattlu a druhá v okrese Lewis. Později však toto rozhodnutí změnila a rozhodla, že jediná univerzita se bude nacházet v okrese Lewis. Tam však později nemohla legislativa najít vhodné místo pro univerzitu, a tak roku 1858 navrátila školu Seattlu.
V roce 1861 začalo hledání 4 hektarů na území Seattlu, které by byly vhodné jako kampus nové univerzity. Denny a jeho společníci, Edward Lander a Charlie Terry, darovali univerzitě území známé jako Dennyho pahorek zhruba v centru Seattlu. Kampus pak ohraničovaly 4th a 6th Avenue a Union a Seneca Street.
Univerzita byla oficiálně otevřena 4. listopadu 1861 jako Territorial University of Washington. V následujícím roce legislativa formálně schválila založení univerzity a vytvořila její dozorčí radu. Zpočátku se nové škole nedařilo a musela být třikrát uzavřena. Roku 1863 to bylo kvůli nedostatku studentů a v letech 1867 a 1876 kvůli nedostatku financí. I tak ji roku 1876 absolvoval první student, konkrétně studentka Clara Antoinette McCarty Wilt, která dostala bakalářský diplom v oboru vědy. Roku 1889, kdy se Washington stal státem Unie, už probíhal soustavný růst jak města, tak univerzity. Počet studentů se zvýšil z počátečních třiceti na tři sta a poměrná izolace kampusu od zbytku města položila základy pro invazivní rozvoj. Tudíž byla vytvořena speciální legislativní komise vedená absolventem univerzity Edmondem S. Meanym. jejímž úkolem bylo najít nové místo pro univerzitní kampus. Komise vybrala místo na pobřeží Unijního zálivu, severovýchodně od centra Seattlu. Legislativa státu pak zajistila finance pro zakoupení pozemku a výstavbu kampusu.
Na nový kampus se univerzita přestěhovala roku 1895 a její hlavní budovou se stala Dennyho hala. Dozorčí rada se pak snažila prodat starý kampus, což se jí však nepovedlo, a tak se nakonec smířila s tím, že pozemek pouze pronajme. Univerzita pozemek v centru města, známý jako Metropolitan Tract, stále vlastní. Nachází se totiž v samém srdci města a představuje jednu z nejcennějších parcel celého města, čímž univerzitě každý rok získává miliony dolarů.
V roce 1908 byla zbořena původní budova univerzity, na jejímž místě nyní stojí Fairmont Olympic Hotel. Zůstaly po ní pouze čtyři 7 metrů vysoké sloupy z ručně upraveného cedrového dřeva. O jejich záchranu se zasloužil Edmond S. Meany, jeden z prvních absolventů univerzity a bývalý šéf jejího dějepisného oddělení. Společně se svým kolegou, děkanem Herbertem T. Condonem jim dal jména Loajalita, Průmysl, Víra a Výkonnost (anglicky Loyalty, Industry, Faith, Efficiency, a proto souhrnně LIFE - život). Nyní sloupy stojí v divadle Sylvan Grove.
Organizátoři světové výstavy Alaska-Yukon-Pacific Exposition dlouho uvažovali o tom, že ještě nepříliš zastavený kampus univerzity použijí jako hlavní dějiště události. Nakonec se ohledně toho dohodli s dozorčí radou univerzity, která na oplátku mohla využít budov, které organizátoři výstavy postaví, i po jejím konci. Plán výstavy připravil John Charles Olmsted a byl později použit jako plán pro dodatečnou výstavbu univerzitního kampusu.
Obě světové války přivedly na kampus armádu a některé zázemí bylo dočasně pronajato federální vládě. Po každé válce zažila univerzita velký růst, především v době meziválečné zaznamenal horní kampus velikou expanzi. Mezi lety 1916 a 1939 bylo postaveno čtvercové nádvoří svobodných umění, které studenti znají pod pojmem The Quad (ze slova quadrangle - čtyřúhelník). První dvě křídla Suzzallovy knihovny, která je považována za architektonický skvost univerzity, byla postavena v letech 1926 a 1935. Další růst přišel s koncem 2. světové války a schválením zákona o vojácích, který veteránům umožňoval různé výhody, včetně vzdělávání. Jedním z nejvýznamnějších pokroků této doby bylo otevření zdravotnické školy v roce 1946. Nyní je z něj fakultní nemocnice University of Washington Medical Center, která podle časopisu U.S. News & World Report patří mezi deset nejlepších nemocnic v zemi. Ve stejné době muselo univerzitu opustit mnoho studentů s japonskými kořeny, kteří byli posláni do internačních táborů poté, co Japonci zaútočili na Pearl Harbor. Kvůli tomu mnoho nadějných japonských studentů nezískalo své doktoráty a nebylo odměněno za své úspěchy na univerzitě až do slavnostního obřadu The Long Journey Home (angl. dlouhá cesta domů), který se odehrál v květnu 2008.
Na začátku 50. let minulého století byla vytvořena univerzitní policie, která má pravomoc na kampusu univerzity a na všech univerzitou vlastněných rezidencích, kromě apartmánů Radford Court ve čtvrti Sand Point. 60. a 70. léta jsou známá jako zlatá éra univerzity, především díky jejímu obrovskému rozmachu co se počtu studentů, výstavby zázemí, provozního rozpočtu a prestiže týče. Obrovskou měrou se o to zasloužil Charles Odegaard, prezident univerzity mezi lety 1958 a 1973. Počet studentů se v době jeho působení téměř zdvojnásobil na 34 tisíc, částečně také díky tomu, že po 2. světové válce nastala éra baby boomu ve Spojených státech. Toto období, podobně jako na dalších amerických univerzitách, poznamenaly vysoké úrovně studentského aktivismu, který se zaměřil především proti Válce ve Vietnamu. Odegaard šel při svém prezidentství na univerzitě za cílem vytvořit komunitu učenců, čímž přesvědčoval státní legislativu k dalším a dalším dotacím univerzitě. Také ji pomohli senátoři Henry M. Jackson a Warren Magnuson, kteří své politické prestiže využili k přispění škole federálními dotacemi. I dnes je University of Washington jednou z univerzit, které čerpají nejvíce peněz z federálních výzkumných fondů. Rozpočet univerzity se tedy zvýšil ze 37 milionů dolarů v roce 1958 na více než 400 milionů dolarů v roce 1973. Díky tomu bylo postaveno 35 nových budov a podlažní plocha univerzity byla zdvojnásobena.
V roce 1990 univerzita otevřela oba své vedlejší kampusy v Tacomě a Bothellu, ve kterých původně nabízela bakalářské vzdělání pro ty, co za sebou již mají alespoň dva roky vysokého vzdělávání. Později byly kampusy přeměněny na čtyřleté školy, první prváci nastoupili do studia na podzim roku 2006. Nyní kampusy nabízí i magisterské programy. V roce 2009 univerzita otevřela pobočku ve španělském městě León, kde spolupracuje s místní univerzitou.

## Kampus
Seattleský kampus univerzity se nachází na pobřeží Unijního zálivu a zálivu Portage a nabízí malebné výhledy na Kaskádové pohoří na východě a Olympijské pohoří na západě. Hlavní kampus ohraničují ulice 15th Avenue Northeast na západě, Northeast 45th Street na severu, Montlake Boulevard Northeast na východě a Northeast Pacific Street na jihu. Východní kampus se rozprostírá na východ od ulice Mountlake Boulevard, směrem ke čtvrti Laurelhurst, a zabírají jej především močály a sportovní zázemí. Jižní kampus zabírá místo na jih od Pacific Avenue až k průplavu Lake Washington Ship Canal a původně se na něm nacházelo golfové hřiště, které ustoupilo budovám zdravotních věd, oceánografie, rybářství a nemocnici University of Washington Medical Center. Západní kampus je ze všech nejméně oddělený od zbytku města a mnoho z jeho budov se nachází na ulicích Seattlu. Rozprostírá se na území ohraničeném 15th Avenue na východě, průplavem na jihu, mezistátní dálnicí Interstate 5 na západě a ulicí Northeast 41st Street na severu. Nedaleko se nachází ulice University Avenue, studenty nazývaná The Ave, která je střediskem životů studentů univerzity.

## Organizace a administrace
Nynějším prezidentem univerzity je Ana Mari Cauce. Prvním prezidentem univerzity byl Asa Shinn Mercer a dalšími známými prezidenty byli Thomas Milton Gatch, Charles Odegaard, Richard Levis McCormick nebo Mark Emmert.
Univerzitu řídí deset dozorců, z nichž jeden je z řad studentů. Pravděpodobně nejvýznamnějším nynějším dozorcem je William H. Gates, Sr., otec Billa Gatese. Bakalářskému studiu vládne Asociace studentů University of Washington a navazujícímu Senát profesionálních studentů.
Univerzita má 140 oddělení, která nabízí bakalářské, magisterské i doktorské tituly a jsou shromážděna do několika fakult, mezi které patří Fakulta umění a věd, Fakulta architektury a městského plánování, Škola obchodu Michaela G. Fostera, Škola stomatologie, Škola techniky, Škola informačních věd, Škola práv, Škola zdravotnictví, Škola veřejných záležitostí Daniela J. Evanse nebo Škola veřejného zdraví.

## Učení a výzkum
V roce 2006 rozpočet univerzity poprvé překročil 1 miliardu dolarů a dlouhodobě ji řadí mezi nejlépe dotované univerzity v celých Spojených státech. Také je největším příjemcem federálních fondů mezi státními univerzitami a druhým největším celkově. Tuto pozici drží již od roku 1974. Univerzita je také zvoleným členem Asociace amerických univerzit.
Mezi studenty univerzity patří 136 stipendistů Fulbright, 35 stipendistů Rhodes, 7 stipendistů Marshall a 4 stipendisté Gates Cambridge. Na podzim 2011 univerzita přijala 56 procent žadatelů o přijetí na studium. Ve stejném semestru univerzitu navštěvovalo 42 428 studentů, což je nejvíce ze všech univerzit na západním pobřeží Spojených států. V roce 2011 bylo průměrné skóre GPA přijatého studenta 3,78 (zhruba 95 %) a skóre SAT 1795. Zhruba 33 procent bakalářských studentů patří mezi populační menšiny.
Svůj personál a profesory univerzita angažuje ze všech zemí světa. Mezi profesory se nachází 151 členů Americké asociace pro rozvoj vědy, 68 členů Národní akademie věd, 67 členů Americké akademie umění a věd, 53 členů Institutu zdravotnictví, 21 členů Národní akademie inženýrství, 6 držitelů Nobelovy ceny, 2 držitelé Pulitzerovy ceny, 1 držitel Fieldsovy medaile, 29 držitelů Prezidentské ceny pro nadějné vědce a inženýry, 15 vyšetřovatelů Zdravotnického institutu Howarda Hughese, 15 držitelů McArthurovy ceny, 9 držitelů Mezinárodní ceny Gairdnerova fondu, 5 držitelů Národního vyznamenání za vědu, 5 držitelů ceny Alberta Laskera a Michaela E. DeBakeyho, 4 členové Americké filozofické společnosti, 2 držitelé National Book Award, 2 držitelé Národní medaile za umění, a mnoho dalších.
Univerzita provozuje systém knihoven, který je 14. největší mezi všemi americkými univerzitami, s obsahem více než 7,5 milionu výtisků. Asociace výzkumu knihoven umístila systém na svém žebříčku mezi pátým a patnáctým místem v několika kategoriích.
Dále univerzita provozuje Research Channel, jediný americký televizní program, který se věnuje pouze šíření výzkumů z akademických institucí a výzkumných organizací. Momentálně se na programu podílí 36 univerzit, 15 výzkumných organizací, 2 výzkumná centra a mnoho dalších firem. Univerzita rozšiřuje výzkumy také pomocí své vlastní univerzitní televizní stanice a na svých internetových stránkách.
K podpoře rovných možností vzdělávání univerzita spustila roku 2006 program Husky Promise, který se soustředí především na studenty s nedostatkem financí. Rodiny, jejichž příjem dosahuje 65 % státního průměru či méně nebo rodiny, jejichž příjem je řadí na 235 % federální chudoby, se mohou do programu přihlásit. Programu může využít až 30 procent bakalářských studentů. Úroveň, kterou nesmí rodinné finance dosahovat, aby mohlo být programu využito, jsou na University of Washington nejvyšší v zemi, a tak může jejích služeb využít co nejvíce lidí. Tehdejší prezident univerzity, Mark Emmert, po vyhlášení programu prohlásil, že univerzita nemá elitářskou identitu.
Od roku 1977 provozuje univerzita program TS/EEP, který provozuje Robinsonovo centrum a jedná se o jeden z nejprestižnějších programů v zemi, který zajišťuje předběžnou možnost studia na univerzitě pro šestnáct pečlivě vybraných, velice schopných studentů mladších patnácti let. Podle zákona státu Washington musí mít studenti za sebou šest let základní školy, než budou moci nastoupit do tohoto programu. Robinsonovo centrum dále provozuje Akademii mladých učenců, který nahrazuje střední školu a každý rok přijímá 35 akademicky vyspělých a vysoce motivovaných studentů. Studenti se mohou k tomuto programu přihlásit při prvním ročníku na střední škole a pokud jsou přijati, místo druhého ročníku se stanou prváky na univerzitě.

## Žebříčky
V roce 2011 se univerzita umístila na 16. místě v žebříčku 500 univerzit zvaném Šanghajský žebříček, který vydává Centrum univerzit světové třídy pod univerzitou Jiao Tong v Šanghaji. Na šestnáctém místě se drží již od roku 2007, svou pozici ani před tím nijak výrazněji neměnila.
V roce 2010 seřadilo Centrum univerzit světové třídy univerzity Jiao Tong v Šanghaji také 100 nejlepších univerzit podle kvality vzdělávání v určitých oborech. University of Washington se umístila na čtvrtých místech v klinické medicíně a farmacii a životních a zemědělských vědách. Také se umístila na 25. místě v přírodních vědách a matematice, na 28. místě ve společenských vědách a 29. v inženýrství/technologii a informatice.
V žebříčku vědeckého výkonu, který vydává Rada hodnocení vysokého vzdělávání Tchaj-wanu, se univerzita umístila na čtvrté pozici z 500 nejlepších univerzit světa.
Pro školní rok 2011/12 se univerzita umístila na 13. místě z 500 nejlepších univerzit světa na žebříčku nizozemské Universiteit Leiden.
V roce 2011 se univerzita umístila na 8. příčce žebříčku 2 000 světových univerzit seřazených podle akademického výkonu, který vydává turecká Technická univerzita Středního východu.
Renomovaný britský týdeník Times Higher Education ji ve školním roce 2010/11 umístil na 23. místě mezi 500 nejlepšími univerzitami světa, o rok později University of Washington klesla na 25. příčku. Zároveň ji týdeník umístil v roce 2011 na 26. místo podle reputace v žebříčku 100 světových univerzit.
V roce 2012 se univerzita umístila na 9. místě žebříčku 200 nejlepších univerzit a vysokých škol světa, které společně vydávají 4 mezinárodní vysoké školy a univerzity.
Ve stejném roce univerzitu umístila Španělská rada národního výzkumu na 11. místo mezi 20 tisíci nejlepšími univerzitami světa.
Nejlepší americké výzkumné univerzity umístily univerzitu na 11. místo z 50 nejlepších amerických univerzit. Žebříček publikuje Arizona State University.
Roku 2012 měsíčník U.S. News & World Report umístil její bakalářský program na 42. místo mezi americkými univerzitami a 10. místo mezi americkými státními univerzitami. Mezi navazujícími programy se univerzita umístila na prvním místě v ošetřovatelství, třetím v sociální práci, čtvrtém v knihovních a informačních vědách, pátém v lékárnictví, šestém ve veřejném zdraví, sedmém v informatice a pedagogice, devátém ve zdravotnictví, 20. v právu a 21. v inženýrství. Univerzitní škola ošetřovatelství se umisťuje na 1. místě v tomto žebříčku už od jeho prvního vydání v roce 1993.
Dvouměsíčník Washington Monthly umístil univerzitu na 23. místě v roce 2011, což je mírný pád oproti dřívějším letem, kdy se umisťovala kolem 15. místa.
Ekonomický magazín Kiplinger srovnával ceny univerzit v poměru ku kvalitě vzdělání. University of Washington se umístila na 14. místě pro studenty ze státu Washington a na 18. místě pro studenty z ostatních států.
V roce 2011 se univerzita umístila na druhém místě v počtu bakalářských absolventů nyní sloužících mezi dobrovolnými mírovými sbory, se 110. V minulosti se umisťovala i na samé špičce žebříčku.
Roku 2012 seřadila společnost Global Language Monitor univerzity podle jejich aktivity na internetu, University of Washington obsadila 12. příčku.

## Život studenta
Studenti univerzity vydávají svůj vlastní deník pod názvem The Daily of the University of Washington, kterému říkají zkráceně The Daily. Jedná se o druhý největší deník v Seattlu a vychází každý den, kdy se učí, v létě pak vychází jako týdeník. Na televizní stanici UWTV pak v roce 2010 deník spustil vlastní půlhodinový program The Daily's Double Shot, který je vysílán každý týden.
V roce 1968 bylo postaveno centrum vnitřních sportů zvané IMA Center. Jeho rekonstrukce začala roku 2001, stála 41 milionů dolarů a byla dokončena na podzim 2003. Zatímco původně mělo centrum rozlohu 3 700 m², po rekonstrukci toto číslo dosáhlo 12 500 m². Projekt sice na sever od centra zrušil tři z devíti venkovních tenisových kurtů, původní vnitřní hřiště však dostalo nový povrch zvaný FieldTurf.

## Umístění
Univerzita se nachází v metropolitní oblasti Seattle, kterou obývá 3,4 milionu lidí. Procento obyvatel Seattlu s bakalářským titulem dosahuje dvojnásobku národního průměru, který čítá 27 %. 92 % obyvatel Seattlu pak má středoškolské vzdělání, což je rovněž více než národní průměr činící 85 %. Sčítání obyvatel dokázalo, že Seattle je nejvzdělanějším důležitým městem Spojených států podle procenta absolventu univerzit nebo vysokých škol. Jeho oficiální přezdívkou je Emerald City, tedy Smaragdové město. Zvolena byla roku 1981 a poukazuje na bujné vždyzelené lesy, které se v oblasti vyskytují. Mezi další přezdívky patří Deštivé město nebo Tryskové město, což souvisí s výrobcem tryskových letadel Boeing, který má nedaleko odsud svou hlavní továrnu.
Seattleské klima je často charakterizováno jako oceanické nebo mírné přímořské, s mírnými a mokrými zimami a suchými a teplými léty. Podobně jako většina Severozápadu USA patří podle Köppenovy klasifikace klimatu do oblastí s chladnými a mírně mokrými zimami, suchými subtropickými léty a středomořským charakterem. Nejníže teplota v Seattlu klesá na 2,2 °C v zimní noci, nejvýše pak pouze 24,2 °C při letním dni. 944 milimetrů ročních srážek řadí Seattle mezi sušší místa, než například New York City.
Ekonomiku města řídí několik starších průmyslových společností a novější internetové a technologické korporace. Hrubý metropolitní produkt dosáhl roku 2010 231 miliardy dolarů, což řadí Seattle na 12. místo mezi metropolitními oblastmi Spojených států. Obchodní krajině Seattlu dominují obrovské společnosti, z nichž tři se roku 2008 dostali na žebříček Fortune 500 největších amerických firem, a to internetový obchod amazon.com, řetězec kaváren Starbucks a obchodní dům Nordstrom. Dalšími velkými společnostmi z oblasti jsou řetězec velkoobchodů Costco, největší zdravotnický systém a pátý největší zaměstnavatel ve státě, Providence Health & Services, dále Microsoft, americká odnož Nintenda, dřevozpracující společnost Weyerhaeuser, výrobce nákladních automobilů Paccar, americká odnož společnosti T-Mobile a výrobce letadel Boeing. Město má také reputaci pro vysokou spotřebu kávy.

## Sport

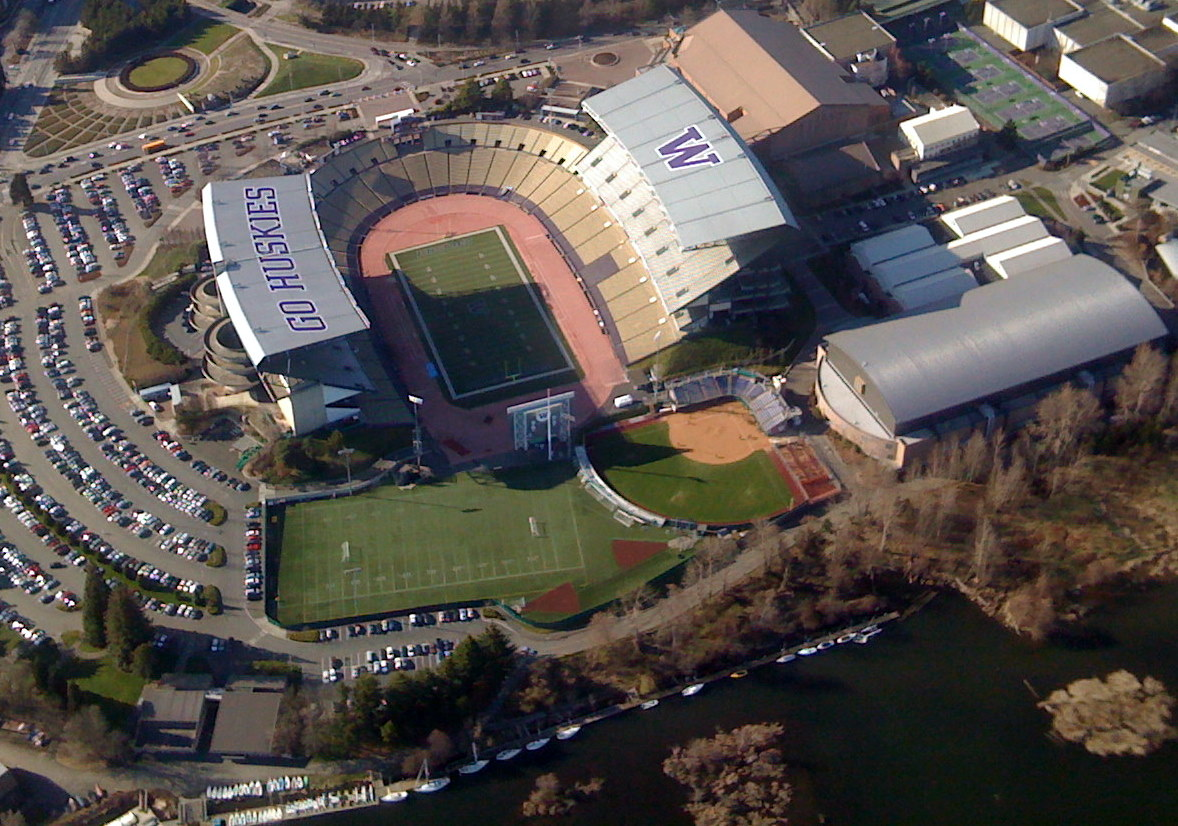
Letecký pohled na Husky Stadium.

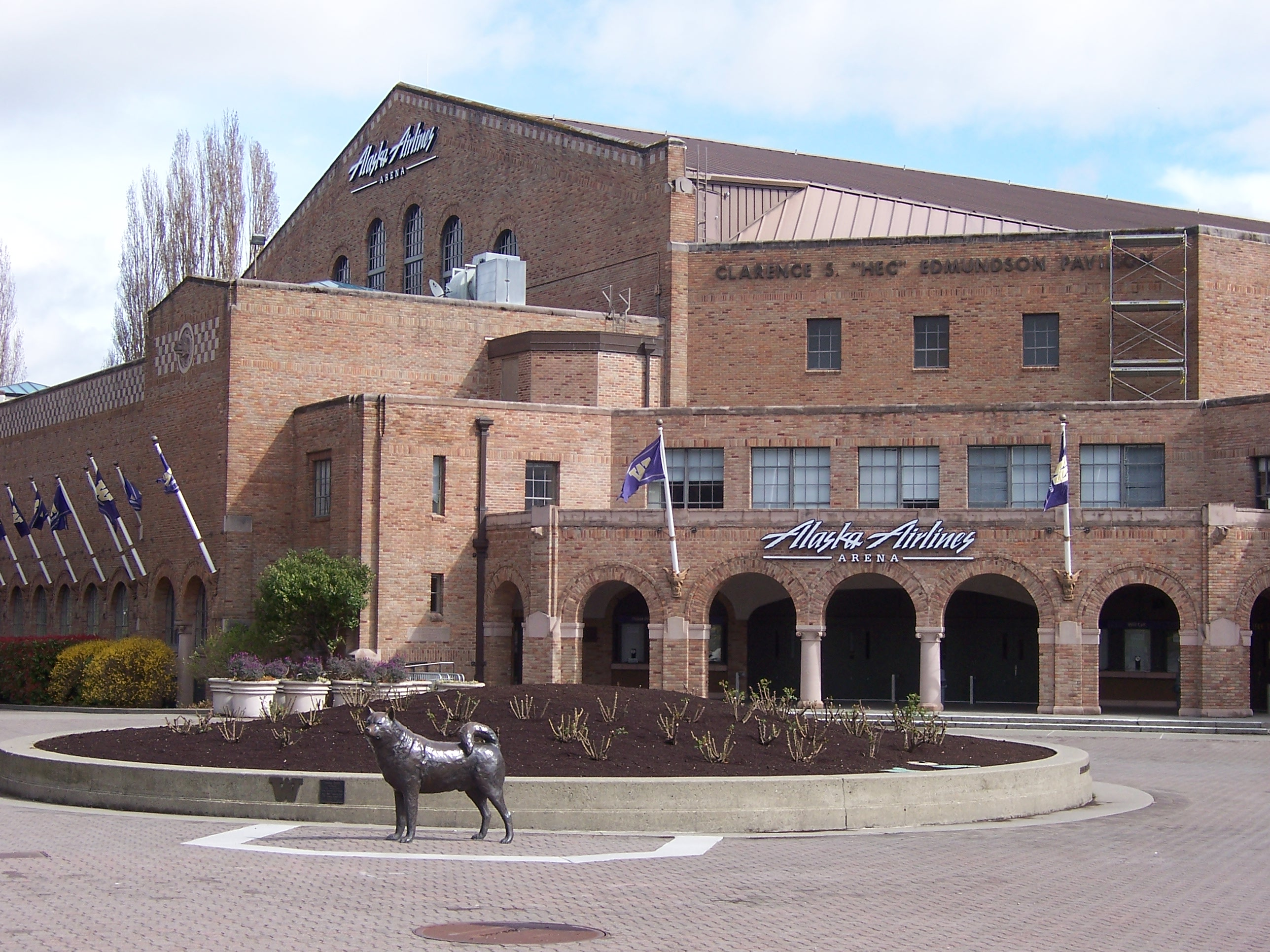
Basketbalová Alaska Airlines Arena.

Studenti univerzity, její sportovní týmy i absolventi si říkají Washington Huskies, neformálně pak „Montlake“, jelikož hlavní kampus se nachází na ulici Montlake Boulevard Northeast (avšak tradiční rozšíření městské čtvrti Montlake nezahrnuje kampus, který se nachází severně od Montlakeského průlivu). Husky by zvolen školním maskotem studentskou komisí v roce 1922 a nahradil „Sun Dodgera“, který poukazoval na zdejší podnebí. Na všech sportovních a speciálních událostech je tak k vidění maskot Harry the Husky, fotbalový tým pak k zápasu vede živý aljašský malamut zvaný Dubs. Školní barvy, fialová a zlatá, byly zvoleny roku 1892. Volbu inspirovala báseň z Hebrejských melodií Lorda Byrona.
Sportovní týmy univerzity patří do asociace NCAA, kde soutěží v elitní divizi, v konferenci Pacific-12. Mezi sportovní zázemí na kampusu patří fotbalový a atletický Husky Stadium, basketbalová, volejbalová a gymnastická Alaska Airlines Arena at Hec Edmundson Pavilion, baseballový Husky Ballpark, softbalový Husky Softball Stadium, Tenisový stadion Billa Quilliana, Tenisové centrum Nordstrom, Dempseyho vnitřní centrum a Conibear Shellhouse pro šerm. Golfový tým hraje na Washingtonově národním golfovém hřišti a plavecký tým považuje za svůj domov Akvatické centrum Weyerhaeuser a univerzitní bazén.
Fotbalový tým University of Washington patří tradičně ke kvalitním celkům a vyhrál národní mistrovství v letech 1960 a 1991. Osmkrát pak vyhrál turnaj Rose Bowl a jednou také Orange Bowl. Mezi lety 1910 a 1917 nenašel fotbalový tým přemožitele v 63 zápasech za sebou, což je stále platný rekord NCAA. Už od roku 1920, kdy byl univerzitní fotbalový stadion postaven na břehu Washingtonova jezera, se při fotbalových zápasech tradičně konají tzv. „tailgate party“, při kterých se pije alkohol a griluje u otevřeného kufru auta, v tomto případě však lodi. Od roku 1900 hraje fotbalový tým o Jablečný pohár, na jehož výhru stačí porazit v jediném zápase svého státního rivala, Washington State University. Huskies mají pozitivní historickou bilanci s 65 výhrami, 31 porážkami a 6 remízami. Nynějším koučem týmu je Steve Sarkisian, bývalý quarterback týmu Saskatchewan Roughriders v Canadian Football League.
Mužský basketbalový tým je úspěšný pouze přechodně, poslední dobou však slaví četné úspěchy pod koučem Lorenzem Romarem, který má pětileté zkušenosti z NBA. Pod jeho vedením se tým dostal do šesti národních mistrovství v posledních 10 letech, dvakrát mezi 16 nejlepších týmů ligy a jednou postoupil na mistrovství z prvního místa. 23. prosince 2005 vyhrál tým svůj 800. zápas v nynější aréně, což z ní dělá nejúspěšnější arénu současné basketbalové ligy NCAA.
Dlouhodobou tradici, datující se zpět do roku 1901, má na univerzitě šerm. Mezinárodní slávu si šermíři z University of Washington získali na olympiádě roku 1936, když v Berlíně vyhráli zlatou medaili po porážce německého a italského týmu, což vedlo ke zlobě přítomného Adolfa Hitlera. V roce 1958 tým svou slávu ještě zvýšil šokující porážkou petrohradského týmu novin Trud, který byl světovým šampionem. Stalo se tak v Moskvě a jednalo se o první americkou sportovní výhru na sovětské půdě a první případ, kdy ruské publikum ocenilo americký tým potleskem vestoje, během studené války. Šermíři University of Washington zaznamenali ve své historii 15 titulů z národních šampionátů, 15 zlatých, dvě stříbrné a pět bronzových medailí z Olympijských her. Poslední národní mistrovství vyhráli roku 2011.
Kromě šermířského týmu, který vyhrál národní mistrovství v letech 2007, 2009 a 2011, patří mezi nedávno úspěšné univerzitní týmy také softbalový tým, jenž se stal národním mistrem roku 2009. Další úspěchy slavily ženské týmy, v roce 2005 ten volejbalový a roku 2008 tým přespolního běhu. K tomu Scott Roth vyhrál v letech 2010 a 2011 tři národní mistrovství ve skoku o tyči, dvě z toho ve vnitřní soutěži. V roce 2005 zaznamenala univerzita národní šampionát v golfu, který vyhrál James Lepp. Ryan Brown, běžec na 800 metrů a Amy Lia, běžkyně na 1 500 metrů, ovládli své disciplíny na atletickém národním mistrovství roku 2006. Brad Walker vyhrál v roce 2005 národní mistrovství ve skoku o tyči jak venku, tak uvnitř. Ve všech případech se jedná o šampionáty pořádané asociací univerzitního sportu NCAA.
Husky Stadium patří mezi místa, která se dají označovat jako rodiště mexické vlny. Ta byla vynalezena v říjnu 1981 absolventem univerzity Robbem Wellerem a dirigentem univerzitního sboru Billem Bisselem. V tu noc byla soupeřem Huskies Stanfordova univerzita.
V květnu 2009 muselo sportovní oddělení univerzity rozpustit jak mužský, tak ženský plavecký tým. Důvodem bylo snížení rozpočtu.

### Husky Stadium
Husky Stadium je hlavním zdrojem příjmů kompletně rekonstruovaného sportovního obvodu univerzitního kampusu. Celková rekonstrukce sportovní vesnice potrvá několik desetiletí a bude se konat ve stejný čas jako masivní projekt státního ministerstva dopravy, který bude předělávat okolní mosty a dálnice. V roce 2013 čeká stadion další rekonstrukce, která bude zahrnovat výstavbu nové haly, podzemní stanice rychlodrážní tramvaje, zastřešení západní strany stadionu, nahrazení laviček sedačkami, zboření atletické dráhy a ukazatele skóre, výstavbu nového boxu pro novináře, skyboxů, snížení úrovně hřiště, přidání nových stánků a toalet a celkové vylepšení vybavení stadionu. Společně s rekonstrukcí stadionu proběhne výstavba nové parkovací garáže.
Stadion za dobu své existence zažil mnoho problémů, které způsobilo mimo jiné i vlhké seattleské podnebí. Renovační plány začaly v listopadu 2011, celou renovaci schválila univerzitní dozorčí rada o rok dříve a uvolnila na ni 250 milionů dolarů z rozpočtu. Na rekonstrukci pracuje společnost architektů Populous.

## Služby pro studenty
Pro své studenty i absolventy poskytuje univerzita mnoho služeb, v některých případech nadstandardních v porovnání s ostatními univerzitami. Pro tento účel má 16 oddělení, která se starají o to, aby byl život studenta na univerzitě co nejpříjemnější. Patří mezi ně například kampusová policie, oddělení rekreačních sportů nebo různé studentské spolky. Na některá z nich dohlíží viceprezident a viceprovost univerzity Eric Godfrey.

### Ubytování studentů
Stavby nových rezidenčních budov a rekonstrukce těch stávajících mají proběhnout okolo roku 2020. Plán zahrnuje výstavbu tří šestipatrových rezidenčních hal a dvou bytových komplexů v západní části kampusu v první fázi. Druhá fáze přinese rekonstrukci šesti stávajících rezidenčních hal a třetí fáze dodatečnou výstavbu. Díky projektu přibude ubytování pro 2 400 studentů.
Kromě ubytování na univerzitním kampusu nabízí asociace studentů také bezplatnou pomoc a poradenství studentům, profesorům a ostatním zaměstnancům školy, kteří chtějí bydlet mimo kampus. Asociace na internetu zprovoznila vyhledávací engine hledající místní reality a je ochotna pomoci těm, kteří poprvé kupují nemovitost.

### Studentské organizace
Mnoho změn, které pomohly vylepšit život na kampusu vzniklo díky studentskému aktivismu, jehož nejvýznamnějšími představiteli teď jsou studentské organizace, které se soustředí především na životní prostředí.

### Pomoc handicapovaným studentům
Univerzita provozuje program DO-IT, který pomáhá vzdělávacím institucím s plnou integrací studentů do studentského života, především handicapovaných studentů. Program zahrnuje například návod na univerzální design školy, který obsahuje co nejméně bariér omezujících výkon studentů.

### Píseň
Školní kapela vystupuje na mnoha kulturních a sportovních akcích univerzity, včetně všech fotbalových utkání. Byla založena roku 1929 a nyní je základem studentského ducha univerzity. Podobně jako kapely ostatních univerzit, i tato měla za své působení několik oficiálních bojových písní a kromě sportovních akcí vystupuje i na maturitních ceremoniálech.

### Maskot
Maskotem univerzity je od roku 1995 Harry the Husky. Dalším maskotem je živý aljašský malamut, nyní už třináctý v historii školy, se jménem Dubs. Původně tradici s malamuty zavedl jistý profesor Cross, po jehož smrti ji uchovává studentský spolek Sigma Alfa Epsilon.

## Významné osobnosti

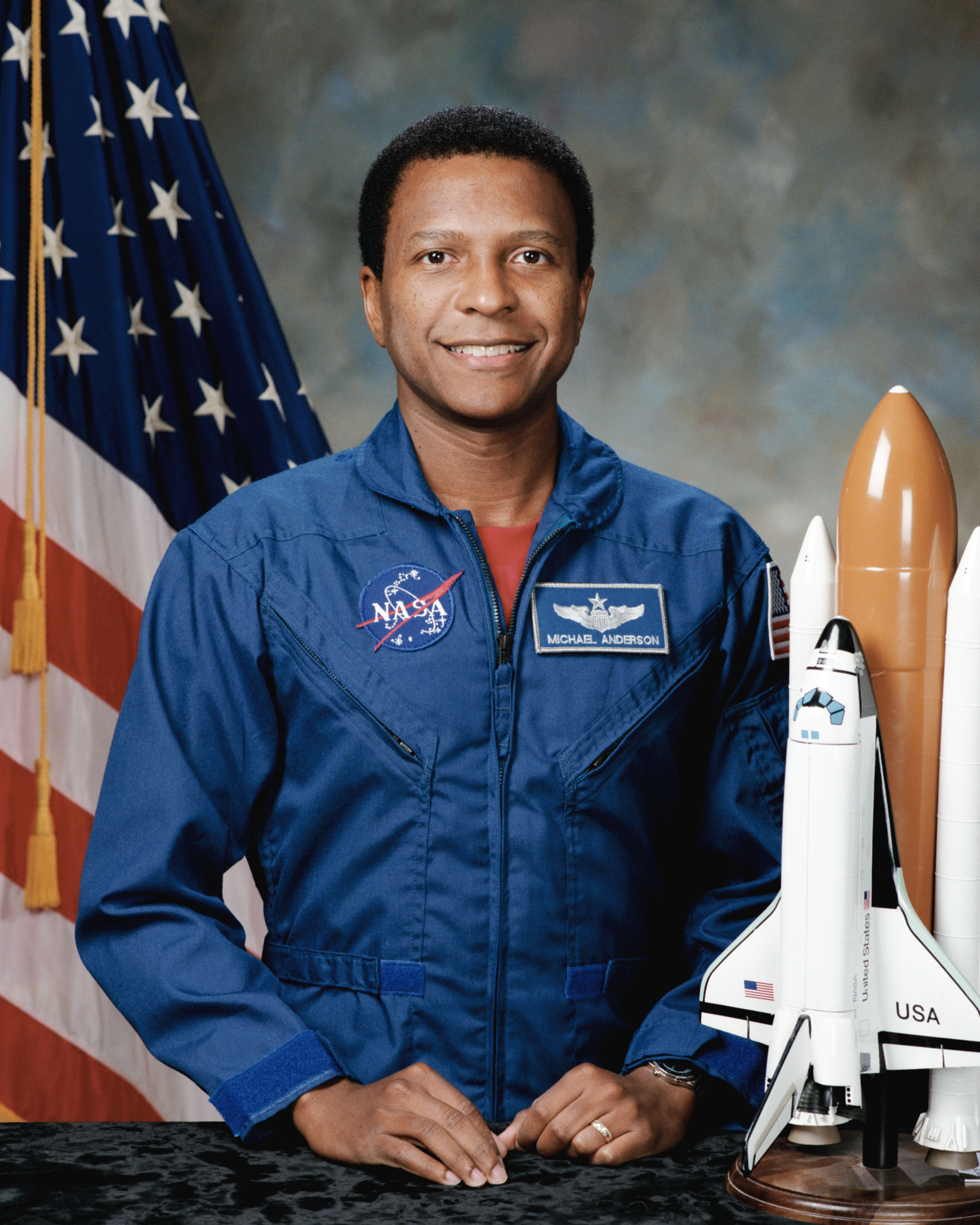
Michael Anderson

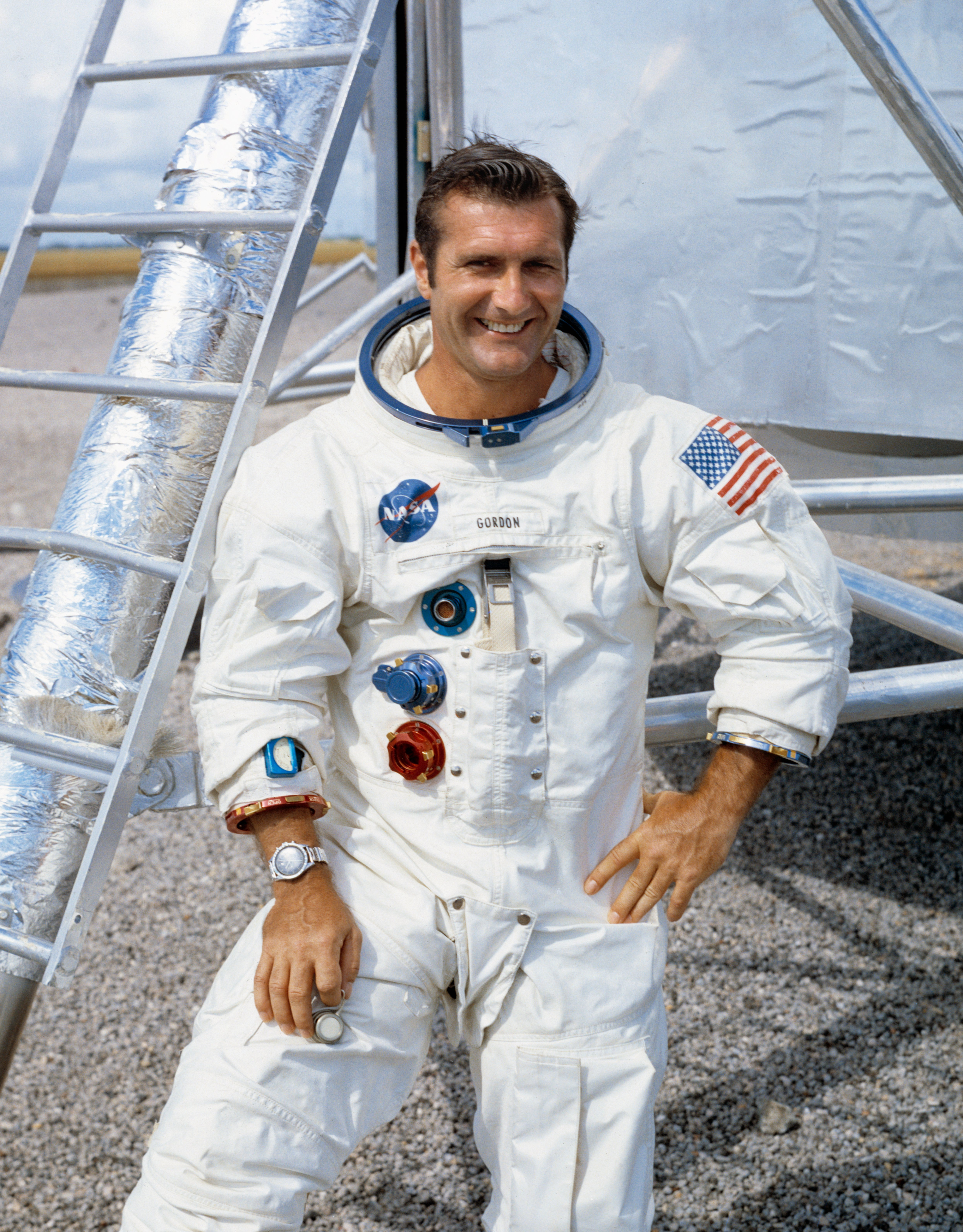
Richard Gordon

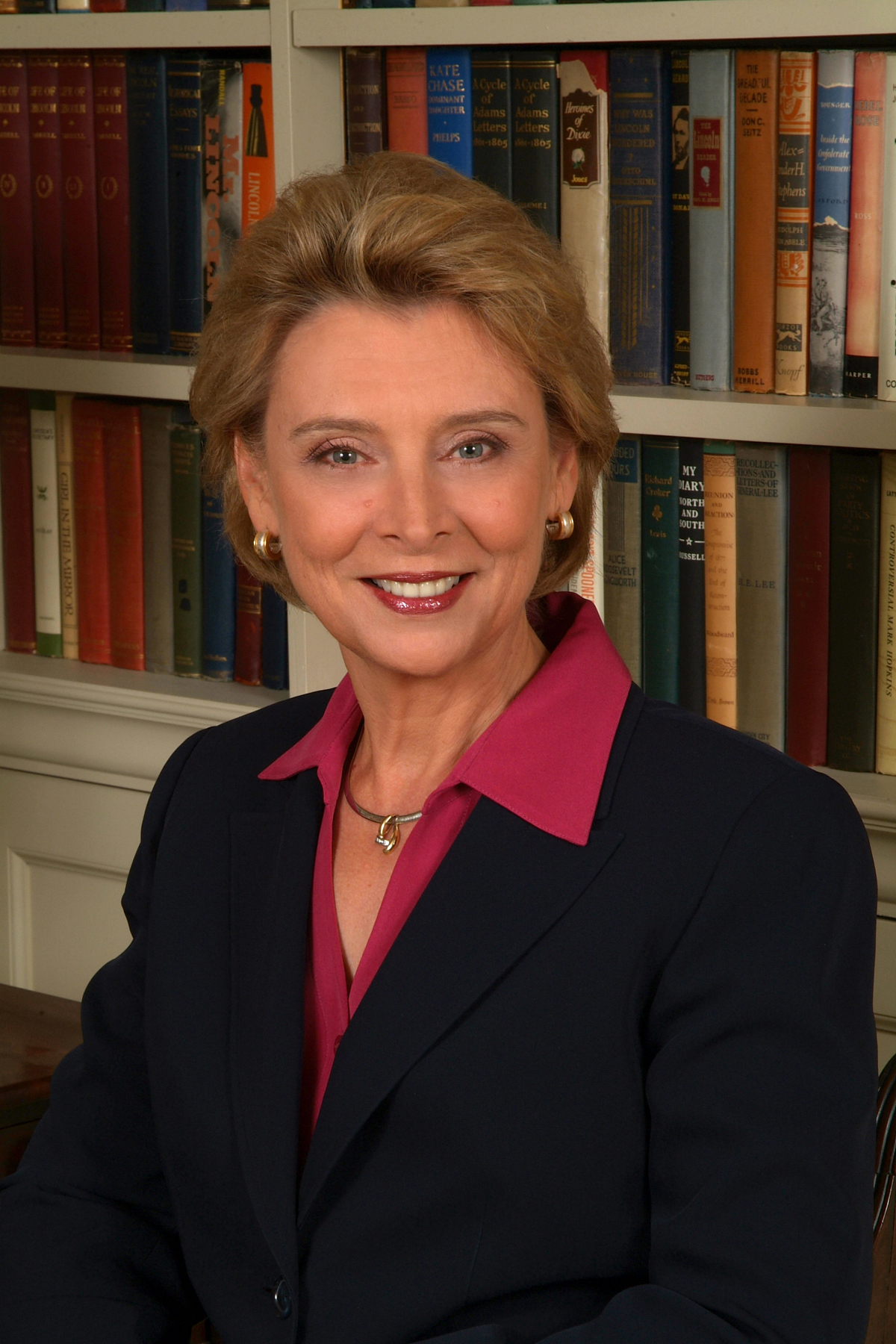
Christine Gregoire

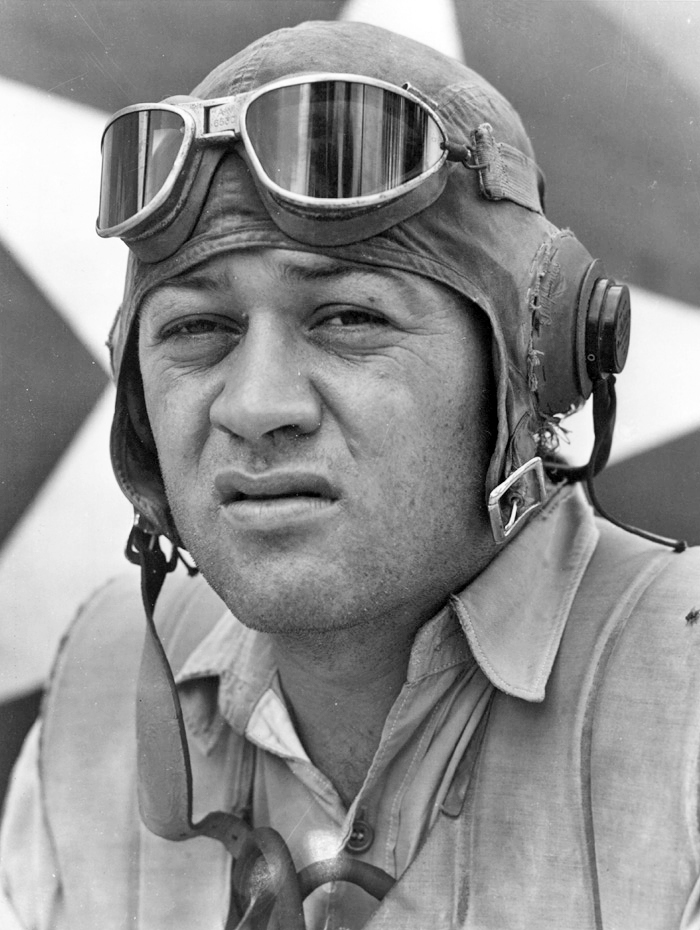
Pappy Boyington

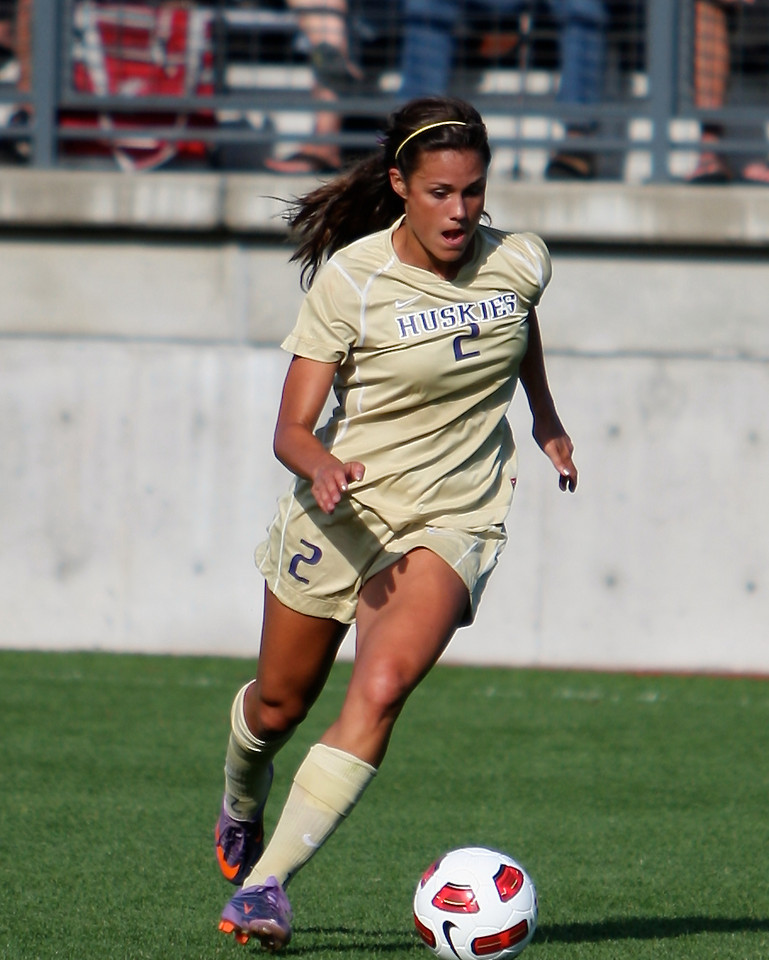
Kate Deines

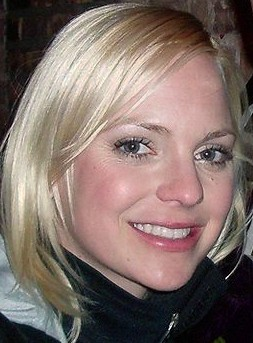
Anna Faris

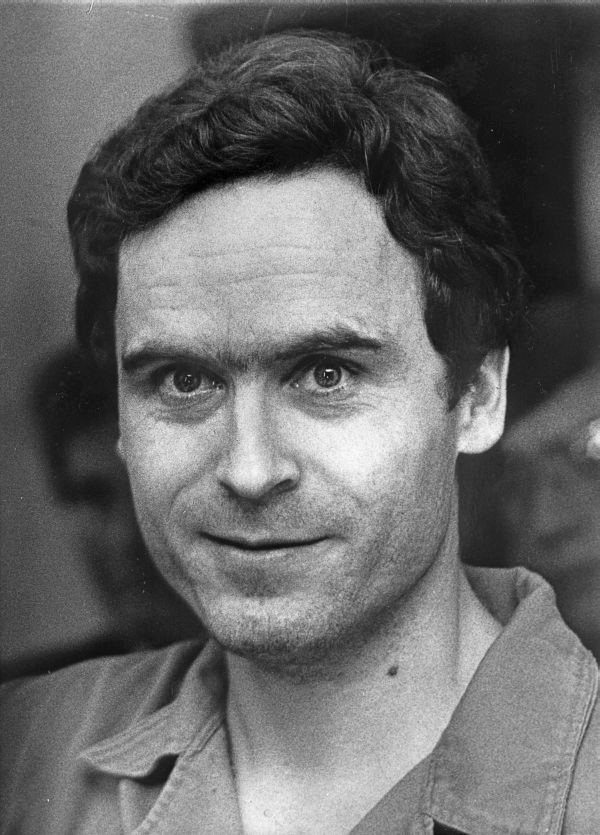
Ted Bundy

### Studenti a absolventi

#### Držitelé Nobelovy ceny
- George Stigler - ekonom, Nobelova cena za ekonomii 1982

#### Pedagogika a akademická administrace
- Mark Emmert - výkonný ředitel univerzitní sportovní asociace NCAA

#### Letectví a vesmírné letectví
- Michael Anderson - člen poslední posádky raketoplánu Columbia
- Michael Barratt - astronaut NASA
- Bonnie Dunbar - bývalá astronautka NASA
- John Fabian - bývalý astronaut NASA
- Richard Gordon - bývalý astronaut NASA a jeden z lidí, kteří byli na Měsíci
- George Nelson - bývalý astronaut NASA
- Dafydd Williams - bývalý kanadský astronaut NASA

#### Umění a architektura
- Imogen Cunningham - fotografka
- Minoru Yamasaki - architekt, který hrál klíčovou roli ve výstavbě World Trade Centru

#### Obchod a právo
- Arthur D. Levinson - předseda společnosti Apple
- Bill Ayer - předseda, prezident a CEO Alaska Airlines
- Donald Bren - majitel a předseda Irvine Company
- Chris DeWolfe - spoluzakladatel Myspace
- William H. Gates, Sr. - právník a otec Billa Gatese
- Faith Ireland - bývalá soudkyně, nyní soukromá prostřednice
- několik členů rodiny Nordstromů
- Ivan Taslimson - spoluzakladatel Solstice

#### Politika
- Brock Adams - bývalý ministr dopravy Spojených států
- Norman D. Dicks - zastupitel 6. okrsku státu Washington ve
- sněmovně reprezentantů
- Jenny Durkan - starostka Seattlu
- Daniel J. Evans - bývalý guvernér státu Washington
- Booth Gardner - bývalý guvernér státu Washington
- Christine Gregoire - nynější guvernérka státu Washington
- Jaime Herrera Butler - zastupitelka 3. okrsku státu Washington ve sněmovně reprezentantů
- Henry M. Jackson - bývalý dlouhodobý senátor za stát Washington
- Stephen McAlpine - bývalý guvernér státu Aljaška
- Rob McKenna - nynější státní návladní ve Washingtonu
- Clarence D. Martin - bývalý guvernér státu Washington
- Albert Rosellini - bývalý guvernér státu Washington
- Adam Smith - zastupitel 9. okrsku státu Washington ve sněmovně reprezentantů
- Johnson Torobiong - nynější prezident republiky Palau
- Lynn Woolsley - zastupitelka 6. okrsku státu Kalifornie ve sněmovně reprezentantů

#### Vojenství

##### DržiteléMedaile cti
- Plukovník Pappy Boyington - letec při 2. světové válce
- Podplukovník Bruce P. Crandall - pilot vrtulníku ve Válce ve Vietnamu
- Brigádní generál Robert E. Galer - letec při 2. světové válce a Korejské válce
- Seržant John D. Hawk - seržant v bitvě o Normandii při 2. světové válce
- Podporučík Robert Ronald Leisy - účastník Války ve Vietnamu, kde zemřel po výbuchu granátu
- Vojín William K. Nakamura - účastník 2. světové války v Itálii, kde byl zabit kulometem
- Plukovník Archie Van Winkle - člen námořní pěchoty ve 2. světové válce, Válce ve Vietnamu a Korejské válce

##### Ostatní
- Generálporučík Leslie Groves - vojenský inženýr během 2. světové války

#### Věda a technika
- Gary Kildall - počítačový vědec pracující mimo jiné pro IBM

#### Sport

##### Olympijští medailisté
- tým šermu - zlato, Berlín, 1936
- Hope Solová - fotbalová brankářka, zlato, Peking, 2008
- Anna Mickelson Cummins - šermířka, zlato, Peking, 2008

##### Basketbal
- Nate Robinson - rozehrávač Golden State Warriors

##### Atletika
- Brad Walker - MS ve skoku o tyči

##### Fotbal
- Kate Deines - záložnice Seattle Sounders Women

##### Horolezectví
- Ed Viesturs - 14. muž, který zdolal 14 nejvyšších vrcholků světa

#### Hudba
- Mark Arm - zpěvák grunge kapely Mudhoney
- The Presidents of the United States of America - rocková kapela

#### Televize a film
- Jim Caviezel - herec
- Jeffrey Combs - herec
- Patrick Duffy - herec a režisér
- Anna Faris - herečka
- Frances Farmer - herečka
- Bruce Lee - herec a mistr bojových umění

#### Zločinci
- Ted Bundy - sériový vrah

### Profesoři (včetně bývalých)

#### Držitelé Nobelovy ceny
- Hans Georg Dehmelt - fyzik, Nobelova cena za fyziku 1989
- Douglass North - ekonomický historik, Nobelova cena za ekonomii 1993
- William Forsyth Sharpe - ekonom, Nobelova cena za ekonomii 1990

#### Politika a správa
- David de Kretser - bývalý guvernér Victorie
- Charles Odegaard - bývalý prezident univerzity, zasloužil se o její přeměnu v elitní vzdělávací instituci
- Dixy Lee Ray - bývalá guvernérka státu Washington

#### Umění a humanitní vědy
- Vilem Sokol - česko-americký hudební skladatel